# Вјерзон
Вјерзон (фр. Vierzon) град је у Француској, у департману Шер.
По подацима из 1999. године број становника у месту је био 29.719.

## Демографија
| 1962.  | 1968.  | 1975.  | 1982.  | 1990.  | 1999.  | 2011.  |
| ------ | ------ | ------ | ------ | ------ | ------ | ------ |
| 31.549 | 33.775 | 35.699 | 34.209 | 32.235 | 29.719 | 26.743 |

## Партнерски градови
- Битерфелд-Волфен
- Мазаган
- Барселос
- Bitterfeld
- Рендсбург
- Херефорд
- Камјена Гора
- Миранда де Ебро
- Ronvaux
- Wittelsheim